# مات هوليداي
مات هوليداي (بالإنجليزية: Matt Holliday)‏ هو لاعب كرة قاعدة أمريكي، ولد في 15 يناير 1980 في ستيلووتر في الولايات المتحدة.

## وصلات خارجية
- مات هوليداي على موقع دوري كرة القاعدة الرئيسي (الإنجليزية)
- مات هوليداي على موقعبيزبول رفرنس.كوم (الدوري الرئيسي) (الإنجليزية)
- مات هوليداي على موقعبيزبول رفرنس.كوم (الدوري الثانوي) (الإنجليزية)
- مات هوليداي على موقع إي إس بي إن.كوم (أم.أل.بي) (الإنجليزية)
- مات هوليداي على موقع مشجعي الرسوم البيانية (الإنجليزية)
- مات هوليداي على موقع الموسوعة البريطانية (الإنجليزية)